# Dopravní vzdělávací institut
Dopravní vzdělávací institut, a.s. (zkratkou DVI) je dceřinou společností Českých drah a vzdělávacím zařízením. Předmětem podnikání akciové společnosti DVI je vzdělávání zaměstnanců drážních organizací v dopravě, přepravě, metodách managementu a dále jazykové vzdělávání. Kromě klasických kurzů nabízí i elektronické vzdělávání (e-learning).

## Historie
Společnost vznikla transformací z Ústavu podnikového vzdělávání Praha (ÚPV), který jako účelová jednotka ČD spravoval jednotlivá Regionální střediska vzdělávání ČD. DVI zahájil svou samostatnou činnost 1. října 2005, zapsán do Obchodního rejstříku byl 21. září téhož roku.[zdroj?]

## Vedení společnosti
Generální ředitelkou je Mgr. Blanka Havelková.[zdroj?]

## Sídlo
Sídlem společnosti je Praha, působnost společnosti je celostátní. Pro vzdělávání slouží Regionální centra vzdělávání Praha, Plzeň, Ústí nad Labem, Hradec Králové, Brno a Ostrava a také specializované Centrum technického vzdělávání s Dopravním vzdělávacím střediskem v České Třebové, uvedené do provozu na podzim r. 2007.[zdroj?]